# Phyllanthus binhii
Phyllanthus binhii är en tvåhjärtbladiga växtart som beskrevs av Thin Thin. Phyllanthus binhii ingår i släktet Phyllanthus, och familjen emblikaväxter.
Artens utbredningsområde är Vietnam. Inga underarter finns listade i Catalogue of Life.